# Kelkkasaari (ö i Norra Österbotten)
Kelkkasaari är en ö i Isojoki mellan sjöarna Sarajärvi (sjö i Kuusamo, Norra Österbotten) och Kuusijärvi i kommunen Kuusamo i landskapet Norra Österbotten, i den nordöstra delen av landet, 700 km norr om huvudstaden Helsingfors. Ön har vägförbindelse över en vägbank, och ligger mycket nära den ryska gränsen, vilken gör en sväng så att hela ön kommer på den finska sidan.